# Kologrivskij rajon
Il Kologrivskij rajon (in russo Кологривский район?) è un rajon dell'Oblast' di Kostroma, nella Russia europea; il capoluogo è Kologriv. Ricopre una superficie di 3.520 chilometri quadrati e nel 2010 ospitava una popolazione di circa 7.000 abitanti.